# 潤德室內裝修設計工程
25°02′49.6″N 121°32′32.8″E / 25.047111°N 121.542444°E
潤德室內裝修設計工程股份有限公司（簡稱潤德）（Ruentex Interior Design Inc.）（原名潤德設計工程股份有限公司），一家中華民國（台灣）的室內裝潢。

## 發展簡史
- 2013年，潤德室內裝修設計工程原本潤泰創新旗下轉給潤泰精密材料[1]。

## 作品實績
- 潤泰南港車站大樓
- 潤泰松山車站大樓
- SHISEIDO 台灣資生堂台北總部
- CHIMEI 奇美實業台北辦公室
- 賀寶芙台北總部-賀寶芙辦公室
- RICOH 台灣理光辦公室
- 泰福生技
- 書田診所
- 汐止潤泰明峰
- 麒麟啤酒台北辨公室
- 高雄85大樓-明麗飯店

## 外部連結
- （繁體中文） 潤泰集團全球服務網 （页面存档备份，存于）
- （繁體中文） 潤泰精密材料股份有限公司 （页面存档备份，存于）
- （繁體中文） 台灣公司資料